# Theydon Mount
Theydon Mount lub Thoydon Mount, Theydon Paulyn, Theydon Lessington i Theydon Briwes – wieś i civil parish w Anglii, w hrabstwie Essex, w dystrykcie Epping Forest. W 2011 roku civil parish liczył 175 mieszkańców. Znajduje się w niej zabytkowy kościół pw. Archanioła Michała i 22 zabytkowe budynki. 